# Enargia citrina
Enargia citrina là một loài bướm đêm trong họ Noctuidae.